# 北京城市副中心
39°54′06″N 116°43′07″E / 39.9016°N 116.7185°E

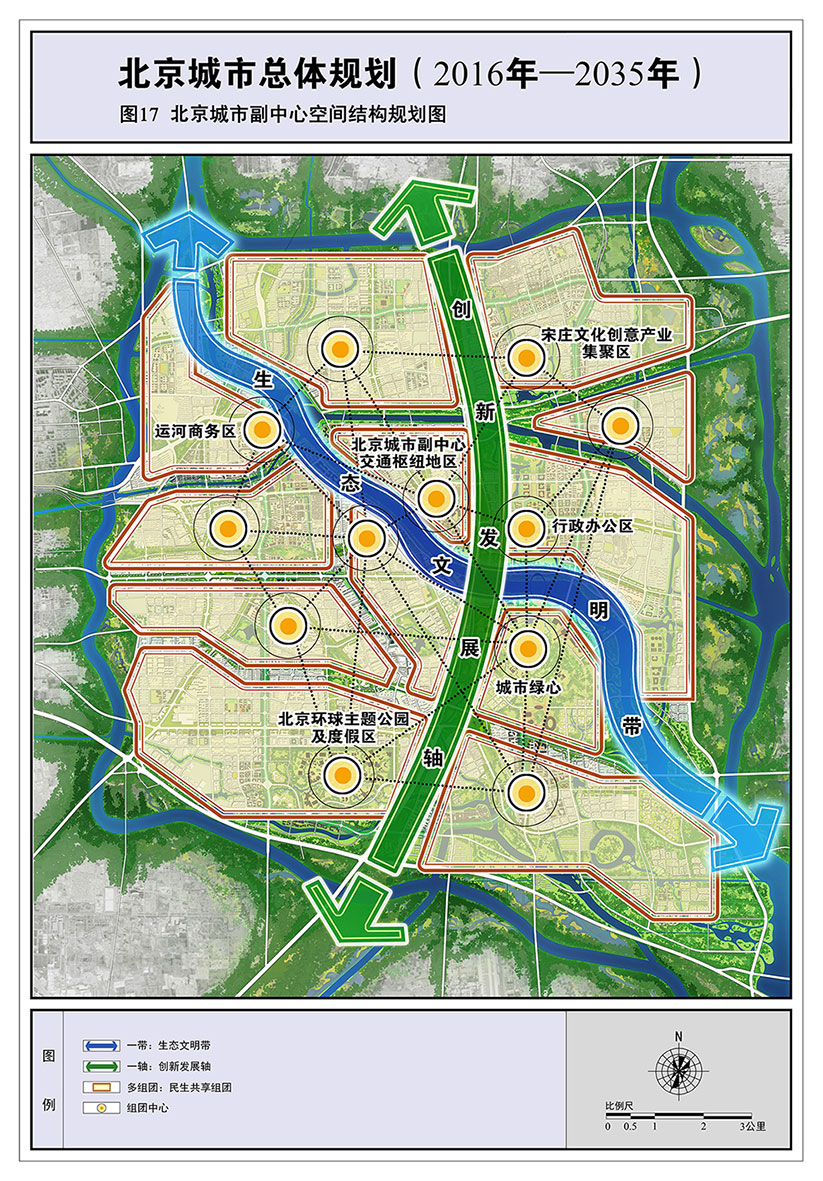
北京城市副中心空间结构规划图

北京城市副中心（英文：Beijing Municipal Administrative Center，缩写：Beijing MC）位于北京市东部、通州区北部，长安街东延长线与大运河交汇处，距天安门约25公里，距北京首都国际机场约20公里，距北京大兴国际机场约60公里，距河北雄安新区约105公里。是《北京城市总体规划（2016年－2035年）》确定的一处城市规划区。2016年总体规划确定北京市域范围内的城市空间结构为“一核一主一副、两轴多点一区”，其中“一主”指原有的北京中心城区，而“一副”即指北京城市副中心。北京城市副中心的规划范围为《北京城市总体规划（2004年－2020年）》中确定的原通州新城规划范围，西至与朝阳区之间的规划绿化隔离带，东至规划东部发展带联络线，北至现状潞苑北大街，南至现状京哈高速公路，东西宽约12公里，南北长约13公里，总用地面积约155平方公里；拓展区为通州区全境，面积约906平方公里。
北京城市副中心是京津冀协同发展战略下，北京市“一体两翼”格局中的“一翼”，与雄安新区并列。除对北京市内，承接中心城功能转移以外，北京城市副中心的规划建设还将带动位于通州区以东、属河北省管辖的北三县发展。根据2016年总体规划，到2035年城市副中心常住人口规模控制在130万人以内，就业人口规模控制在70万-75万人，人口密度控制在0.9万人/平方公里以内。到2035年通州区常住人口规模控制在200万-205万人以内，就业人口规模控制在115万-120万人。

## 历史

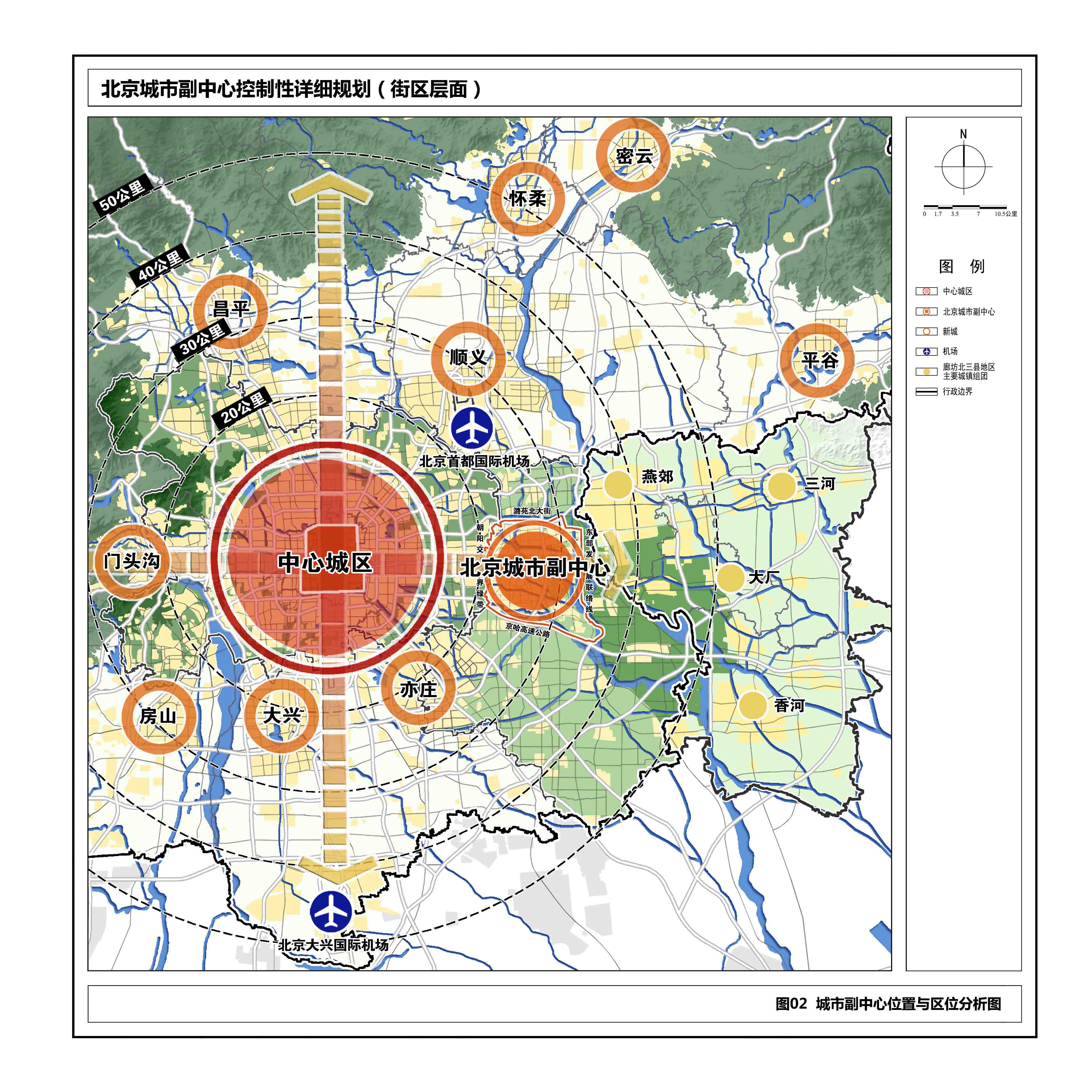
城市副中心位置与区位分析图

历史上，通州曾是首都北京的军事重镇、交通枢纽，甚至曾成为北京的经济命脉。公元前222年秦国修建的蓟襄驰道通过通州，西汉高祖十二年（公元前195年）设置“路县”，随后由于漕运，通州的地位不断上升。元、明、清时期向首都北京运送的物资都在通州聚集，通州成为北京的经济重镇。但在津芦铁路通车后由于漕运地位的下降，通州逐渐衰落，失去了原有的地位。
北京对于“卫星城”的建设最早可以追溯到1958年6月的《北京城市建设总体规划初步方案》。当时对于城市空间结构的构想称作“子母城”，既中心城区为“母城”，而卫星城镇为“子城”。该规划中，计划发展“子城”以缓解城市规模较大带来的人口过于集中的问题。同年9月的修改稿中，提出了“分散集团式”布局，并且强调了在远郊区城镇发展工业的构想。1982年的城市总体规划中提出了“卫星城”，此时规划者开始意识到应当优先建设条件较好的卫星城，而非如过去一样简单地进行工业分散布局；而1992年总体规划延续了卫星城的规划，并且提出城市建设由中心城区向卫星城的“战略转移”。
2004年总体规划中，将“卫星城”规划更改为“新城”，并且确定了东部的顺义、通州、亦庄三座新城为“重点新城”，扩大了新城的人口规模，并期望新城能够聚集产业、形成中心城区以外的多个新的中心。自此，通州新城地位逐步抬升。2009年12月的中共北京市委十届七次全会提出：集中力量在通州建设“现代化国际新城”；2012年的中国共产党北京市第十一次代表大会上，时任市委书记刘淇在报告中首次提出在通州建设“首都城市副中心”，这是首次正式提出在通州建设“城市副中心”。
2014年2月，中共中央总书记习近平视察北京时提出疏解非首都功能、京津冀协同发展；次年，中共中央政治局审议通过《京津冀协同发展规划纲要》，要求推动北京市属行政、事业单位整体或部分迁移到通州。2016年5月，中央政治局会议又研究了建设北京城市副中心，并将其与雄安新区建设一道上升为国家战略。
2017年9月，中共中央、国务院批复同意《北京城市总体规划（2016年－2035年）》，2018年12月，中共中央、国务院批复同意了《北京城市副中心控制性详细规划（街区层面）（2016年－2035年）》，确立了北京城市副中心的发展方向。
2019年1月11日，北京市级行政中心正式迁入北京城市副中心行政办公区办公。1月12日，中共北京市委城市副中心工作委员会、北京城市副中心管理委员会于通州区委区政府新址揭牌成立，将作为北京市委市政府城市副中心建设领导小组的下属工作部门、北京市委市政府的派出机构与通州区委区政府合署办公，由北京市人民政府副市长隋振江兼任党工委书记、管委会主任。
北京市发改委主任谈绪祥介绍：在“十四五”期间，每年将向城市副中心投资一千亿元人民币以上，引导各方面资源优先向城市副中心投放。在此期间，将建成行政办公区二期，并实现第二批市属行政事业单位迁入；承接央企、市属国企向城市副中心转移；推动建设环球主题公园二、三期工程，并且建成建成综合交通枢纽、三大文化设施、通州堰、六环路入地改造、人民大学通州校区、路县故城遗址公园等项目，建立张家湾设计小镇、台湖演艺小镇、宋庄艺术小镇等特色小镇。通州区委书记曾赞荣说，“十四五”期间将有涉及600多个重大项目的8000多亿元的投资向城市副中心投资。

## 功能与空间结构
根据2016年总体规划，北京城市副中心的主导功能是行政办公、商务服务、文化旅游。通过市级党政机关及市属行政、事业单位搬迁到通州区，带动其他相关功能迁移，以期实现40-50万常住人口从中心城区疏解到城市副中心的目标。
北京城市副中心的空间结构为“一带、一轴、多组团”，其中“一带”为北运河沿岸“生态文明带”，沿线穿起运河商务区、北京城市副中心交通枢纽及“城市绿心”绿地和公共文化设施区；“一轴”是沿东六环路形成“创新发展轴”，对外联系首都机场和北京新机场，对内则联系宋庄文化创意产业集聚区、行政办公区、城市绿心及北京环球主题公园及度假区；“多组团”则指12个“民生共享组团”，意图形成职住平衡的城市社区。